# Tommaso Villa
Tommaso Villa (Canale d'Alba, 29 gennaio 1832 – Torino, 24 luglio 1915) è stato un avvocato e politico italiano.

## Biografia
Accede agli studi universitari grazie alla borsa di studio del Collegio delle province e nel 1849 si iscrive alla facoltà di giurisprudenza a Torino, dove si laurea nel 1853.
Ancora studente collabora con il periodico "l'Eco delle province", diretto da Agostino Depretis.
Appena laureato, fa praticantato presso lo studio dell'avvocato Angelo Brofferio, figura di spicco nell'ambiente politico torinese, repubblicano, avversario di Cavour e deputato. Il matrimonio con la figlia di Brofferio rafforza i rapporti fra i due.
Affianca all'attività di avvocato quella di pubblicista politico scrivendo per due periodici di area repubblicana, il "Goffredo Mameli" e "Il Mago".
Nel 1865 entra in politica e si candida alle elezioni nel collegio di Villanova d'Asti, in opposizione a Carlo Bon Compagni di Mombello. La sua candidatura è sostenuta dell'Associazione liberale permanente, di cui è fondatore e uno dei più attivi componenti.
Il 22 ottobre 1865 è eletto alla Camera dei deputati, dove sarà confermato nel 1867 e nel 1870 e dove si schiera con la Sinistra storica.
Subisce una sconfitta elettorale nel novembre 1874, ma a gennaio dell'anno successivo vince le suppletive tenute a San Daniele del Friuli per sostituire l'optante onorevole Federico Seismit-Doda.
La vittoria della sinistra alle elezioni del 1876 segna il ritorno di Villa al collegio di Villanova d'Asti, dove sarà rieletto fino al 1904.
L'8 marzo 1878 ricopre per la prima volta la carica di Vicepresidente della Camera dei deputati, che lascia il 13 luglio 1879 per entrare nel II Governo Cairoli, come Ministro dell'interno (14 luglio-25 novembre 1879).
Il rimpasto che vede il riavvicinamento di Depretis e Cairoli lo porta, il 25 novembre 1879, dal Dicastero dell'interno a quello di grazia e giustizia e dei culti (25 novembre 1879-29 maggio 1881). Con la caduta del Governo nel 1881 ha termine la partecipazione di Villa a compagini ministeriali; resta comunque vicino a Benedetto Cairoli e ne appoggia la politica quando, fondando la pentarchia, si oppone al trasformismo.
In qualità di membro del Consiglio dell'Ordine degli Avvocati di Torino il 9 agosto 1883 si espresse a favore dell'iscrizione di Lidia Poët, prima avvocata d'Italia.
L'11 giugno 1886 è rieletto, col sostegno della sinistra radicale, vicepresidente della Camera dei deputati, carica che conserverà per tre legislature, fino al 13 gennaio 1895. Nella XIX legislatura è eletto Presidente dell'Assemblea di Montecitorio l'11 giugno 1895 e rimane in carica fino al 3 marzo 1897, quando ha termine la legislatura stessa.
Il 28 giugno 1900, la vittoria elettorale degli oppositori di Luigi Pelloux e l'avvicinamento a Giovanni Giolitti della deputazione piemontese, di cui Villa fa parte, lo riportano alla Presidenza della Camera, in sostituzione di Nicolò Gallo, eletto appena dodici giorni prima ed entrato a far parte del Governo, prima ancora dell'insediamento. Subito dopo l'elezione Villa nomina una commissione incaricata di elaborare entro due giorni uno schema di regolamento da sottoporre all'Assemblea. Il 1º luglio la Camera approva il nuovo Regolamento, di cui lo stesso Villa è relatore, che ripristina le garanzie liberali eliminate nel 1899 e al tempo stesso razionalizza il lavoro parlamentare.
Il 21 febbraio 1902, dopo due votazioni contrassegnate da un altissimo numero di schede bianche, nel secondo scrutinio più numerose delle stesse preferenze destinate a Villa, è rieletto alla carica. Tuttavia ritenendo di non godere della piena fiducia dell'Assemblea, rassegna subito le dimissioni.
Contemporaneamente alla carriera politica svolge l'attività di avvocato e continua ad essere presente nel consiglio comunale e in quello provinciale di Torino. Esce sconfitto dalle elezioni generali del 7 marzo 1909, ma il 10 dello stesso mese è nominato senatore.
Nel 1911 è presidente dell'Esposizione del cinquantenario del Regno d'Italia.
Massone, si schierò ripetutamente in favore del divorzio. Fu radiato dal Grande Oriente d'Italia con Edoardo Daneo e altri "perché aveva patrocinato un blocco liberal-cattolico per arginare l'avanzata dei socialisti a Torino.".

In oltre, lui ricopriva il ruolo di Nobile del regno.

## Onorificenze